# 6568 Serendip
6568 Serendip è un asteroide della fascia principale. Scoperto nel 1993, presenta un'orbita caratterizzata da un semiasse maggiore pari a 2,5452674 UA e da un'eccentricità di 0,1670715, inclinata di 8,44981° rispetto all'eclittica.